# Dvorišće (Rakovec)
Dvorišće is een plaats in de gemeente Rakovec in de Kroatische provincie Zagreb. De plaats telt 179 inwoners (2001).